# Världskrig III (musikalbum)
Världskriget III var P-nissarnas andra EP. Den spelades in 1982 och släpptes 1989, då först i 1000 ex.